# Henriette Schrott-Pelzel
Henriette Schrott-Pelzel (Ehename: Henriette Pelzel von Staffalo, auch: Henriette Schrott-Pelzel von Staffalo, * 24. Juli 1877 in Innsbruck als Henriette Schrott; † 10. Februar 1962 in Meran-Obermais) war eine österreichische Schriftstellerin.

## Leben
Henriette Schrott-Pelzel war die Tochter des Tiroler Versicherungsagenten, Realitätenbesitzers und Tourismuspioniers Alois Schrott. Dieser erwarb 1886 das Schloss Vorst in Algund bei Meran, in dem er seine Kunst- und Antiquitätensammlungen unterbrachte. Die Tochter wuchs auf diesem Schloss und einem weiteren Besitz ihres Vaters, dem Schloss Freudenstein bei Eppan, auf und erhielt hier prägende Eindrück von der Tiroler Natur und dem bäuerlichen Leben der Region. Ab 1891 besuchte Henriette Schrott-Pelzel vier Jahre lang die Schule des Konvents St. Ursula in Innsbruck. Eine anschließende schwere, langwierige Erkrankung führte dazu, dass sie sich nach dem Tod des Vaters im Jahre 1902 abwechselnd in dem von Alois Schrott erbauten „Grand Hotel Penegal“ bei Kaltern und auf Schloss Plankenstein bei Meran aufhielt. 1912 schloss sie die Ehe mit dem österreichischen Offizier Franz Ritter von Pelzel-Staffalo, mit dem sie in Innichen im Pustertal lebte.
Henriette Schrott-Pelzel war Verfasserin von populären Romanen, Erzählungen und Gedichten; ihr Werk ist der Tiroler Heimatliteratur zuzurechnen. Sporadische Beiträge heimatkundlichen Charakters erschienen in der Alpenzeitung.

## Werke
- Das Glück des Hilarius Stubenrauch und anderes, Stuttgart 1910
- Jakob Brunner, Innsbruck 1910
- Die von Edelspach, Graz [u. a.] 1912
- Vom Hochquell bis ins Tieftal, Berlin 1914
- Doktor Urthaler, Berlin 1916
- Peter Andersag, Innsbruck [u. a.] 1921
- Ahnenschuld, Berlin 1925
- Iduna Robiat, München 1928
- Das Henkerstübchen, Meran 1931
- Blumen hinter alten Gittern, Brixen 1938
- Geizkofler, Innsbruck [u. a.] 1938
- Klaudi Geiser, Waldsassen 1939
- Schloßgeschichten aus dem Burggrafenamte, Lana 1948
- Geschichten der Vinschgauer Burgen, Lana 1955
- Pustertaler Rittergeschlechter, Land 1958
- Die eingesperrte Nachtigall, Innsbruck 1961